# Moviment Me Too

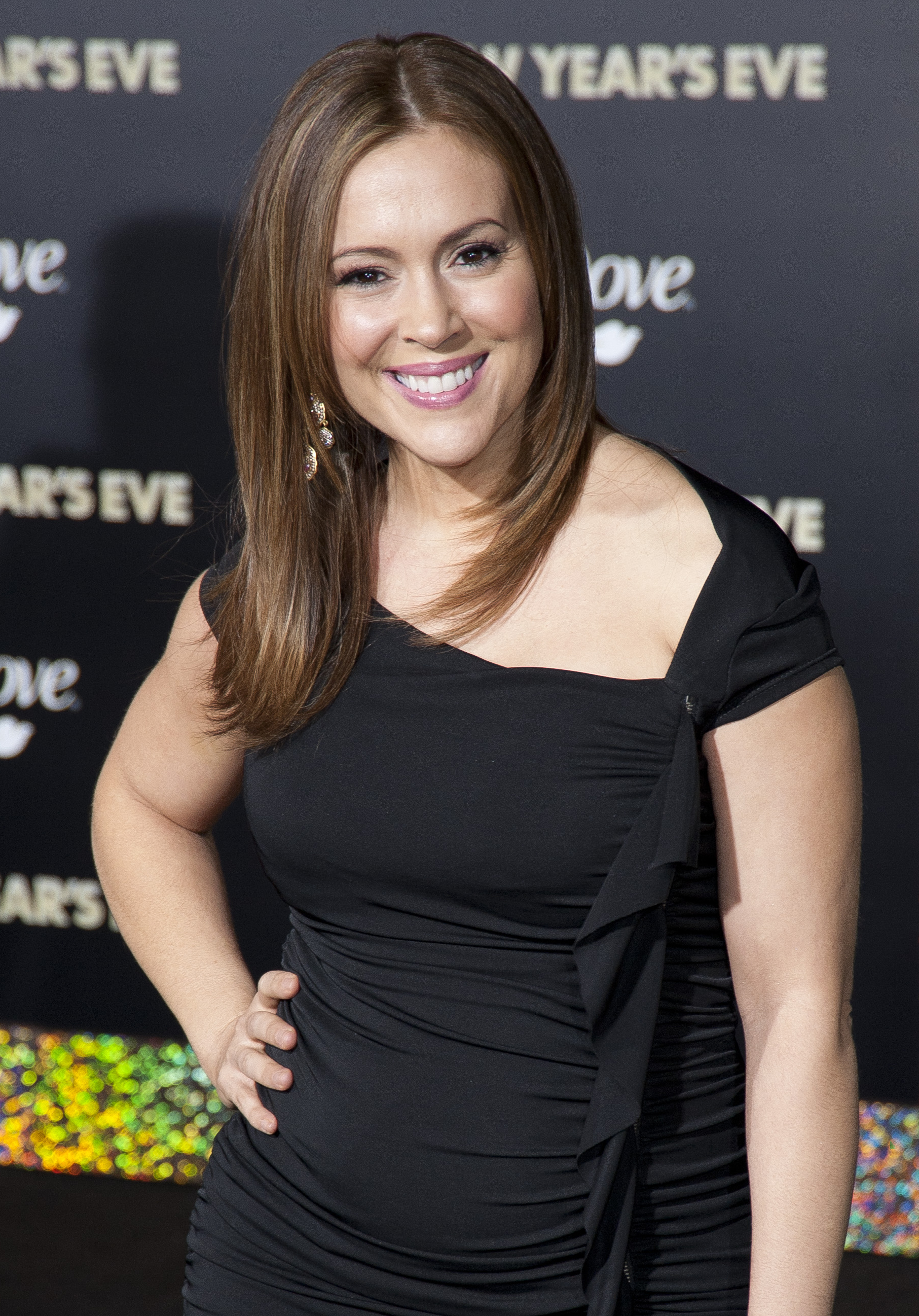
Alyssa Milano, que va popularitzar el fenomen arran d'una piulada el 15 d'octubre de 2017

El Moviment Me Too (escrit en forma d'etiqueta com a #MeToo, Jo també en català) és un moviment viral iniciat a les xarxes socials durant l'octubre del 2017 per tal de denunciar situacions d'agressió sexual o abús sexual arran de l'escàndol d'abusos per part del productor Harvey Weinstein.
L'expressió, utilitzada durant molt de temps per alguns activistes, va ser popularitzada per l'actriu Alyssa Milano, que va animar a les dones a piular les seves experiències per demostrar la prevalença de comportaments misògins i masclistes en la societat. Des de llavors, l'etiqueta ha estat utilitzada per centenars de milers de persones, particularment gran quantitat de celebritats del món de l'espectacle i la cultura.
El moviment va ser particularment rellevant a Hollywood, on es va donar un important debat sobre l'abús sexual en la indústria del cinema i la música. Els participants en la protesta van ser nomenats Persona de l'Any de la Revista Time l'any 2017.

## Origen
Tarana Burke, una activista social i organitzadora de la comunitat, va començar a fer servir la frase "Me Too" el 2006, a la xarxa social Myspace per tal de promoure l'"empoderament a través de l'empatia" entre les dones racialitzades que han estat abusades sexualment.
Burke, ha manifestat en diverses ocasions que es va inspirar per fer servir la frase després de no poder respondre a una nena de 13 anys que li va confiar que havia estat agredida sexualment, Burke va dir que més tard desitjava que simplement li hagués dit a la noia: "Me too"
La pròpia promotora del moviment, considera que "Devem a les generacions futures ni més ni menys que un món lliure de violència sexual"
El 2015 el diari New York Times va informar que Harvey Weinstein havia estat sotmès a un interrogatori per part de la policia després de ser acusat de tocar de manera inapropiada una dona de 22 anys. Ambra Gutiérrez va ajudar el Departament de Policia de la ciutat de Nova York i gràcies a ella van poder obtenir un enregistrament d'àudio de l'acusat admetent que havia tocat inadequadament la noia. A Ambra la van acusar d'oportunista, fent front a aquesta situació l'editora del National Enquirer va accedir a ajudar a suprimir aquestes acusacions. Finalment el fiscal Cyrus Vance va prendre la decisió de no presentar càrrecs contra Weinstein, aquesta decisió va ser presa contra el consell de la policia que considerava que hi havia proves suficients.
Després de l'exposició generalitzada de les acusacions de comportament depredador per part de Harvey Weinstein, i la seva pròpia publicació de bloc sobre el tema, el 15 d'octubre de 2017, l'actriu Alyssa Milano va escriure: "Si ha estat assetjat o agredit sexualment, escriviu ' MeToo' com a resposta a aquest tweet", i va tornar a publicar la següent frase suggerida per un amic:" Si totes les dones que alguna vegada van ser assetjades o agredides sexualment escrivissin 'MeToo', com a estat, llavors les persones tindrien una idea de la magnitud del problema, encoratjant a difondre la frase" #Metoo " per intentar cridar l'atenció sobre les agressions sexuals i l'assetjament].
L'endemà, 16 d'octubre del 2017, Milano va escriure: "M'acaben d'informar d'un moviment #MeToo anterior, i la història d'origen és igualment esquinçadora i inspiradora", proporcionant l'enllaç al lloc de la Sra. Burke.

## El Moviment #MeToo i el #JoTambé: casos i denúncies per assetjament sexual
El fenomen va tenir moltes variants per país com el #Jotambé als Països Catalans amb participants del món de la política i la cultura i s'hi va dedicar un reportatge del programa 30 minuts. Diverses actrius i directores catalanes van denunciar situacions similars en la seva vida professional. També va haver-hi una resposta significativa des del món de l'esport masculí i femení.
Arran de l'inici del Moviment #MeToo o el #JoTambé s'ha posat en relleu la necessitat de definir polítiques públiques al voltant d'aquest fenomen, per una banda des de les institucions públiques però també des de diferents àmbits on dones han posat de manifest ser víctimes de situacions d'abús sexual, assetjament laboral, social o de molts altres tipus per part d'homes.

### Casos i denúncies per assetjament sexual a l'àmbit de l'oci
En el context del moviment #MeToo, les denúncies per assetjament sexual van tenir un impacte notable en l'àmbit de l'oci.
Harvey Weinstein és un dels casos més coneguts; el 2017, diverses actrius i treballadores de la indústria van acusar-lo d'assetjament i agressions sexuals, fet que va ser el detonant del moviment #MeToo. Altres figures destacades de Hollywood, com Kevin Spacey i James Franco, també van enfrontar denúncies de conducta inapropiada. Els casos van portar a una revisió significativa de la cultura laboral a Hollywood, amb l'adopció de polítiques de tolerància zero en moltes empreses de la indústria.

### Casos i denúncies per assetjament sexual a l'àmbit cultural
[pendent d'actualitzar]

### Casos i denúncies per assetjament sexual a l'àmbit polític
En l'entorn dels partits polítics també s'han denunciat diverses situacions d'assetjament a dones, entre d'altres es pot mencionar el cas de Mireia Boya, ex-militant de la CUP, que va deixar la política activa el 2019 a través d'una carta per "cuidar-se" després d'"un episodi continuat agressió psicològica" d'un membre de la formació quan ella era diputada al Parlament. Posteriorment va donar-se de baixa de l'organització "decebuda per la gestió de la seva denúncia de violència masclista".
Un altre cas conegut el 2021 va provocar la dimissió d'Alfred Bosch, com a conseller d’Acció Exterior, Relacions Institucionals i Transparència, per un cas d’assetjament d’un dels seus càrrecs de confiança al departament, el seu cap de Gabinet, Carles Garcias. El Govern de la Generalitat va finalitzar la investigació, que es va resoldre com una "infracció greu" sense sanció perquè qualsevol de les penalitzacions contemplades no supera la d'haver dimitit del càrrec. Per part d'Esquerra Republicana de Catalunya va expedientar Alfred Bosch i Carles Garcias per conductes "inequívocament" inapropiades.
L'estiu de 2022 es van conèixer diverses denúncies d'assetjament sexual a joves de la JNC per part d'un dirigent de CDC, amb relació a aquestes denúncies Junts va obrir un expedient per un suposat assetjament.
L'octubre de 2022 el Parlament de Catalunya va obrir una investigació davant una denúncia interposada contra el diputat Francesc de Dalmases amb relació a les intimidacions i vexació que va exercir sobre la subdirectora del programa FAQS, de TV3, arran una entrevista concedida a Laura Borràs. Tanmateix durant el procés d'investigació 5 dones van denunciar haver estat víctimes de "vexacions, intimidació i assetjament" per part del diputat. Arran d'aquestes denúncies Dalmases va dimitir del càrrec de vicepresident de Junts i també va renunciar a ser membre de la Comissió del Parlament sobre la Corporació Catalana de Mitjans Audiovisuals (CCMA).

### Casos i denúncies per assetjament sexual a l'àmbit acadèmic
El sector educatiu, de diferents àmbits i nivells, ha estat un entorn en el que s'han denunciat en els darrers anys diversos casos i situacions d'assetjament i abús per part d'homes a dones, tant a l'entorn educatiu, en les relacions entre docents i alumnes, però també s'han denunciat situacions d'assetjament laboral i acadèmic en relacions entre investigadors i professores d'universitat, tant en l'àmbit de la docència com en l'àmbit de la recerca.
A l'àmbit universitari l'estudi i denúncies vinculades a l'assetjament per part de professorat es posa de manifest a partir de 2014 amb l'estudi publicat a l'article "Les violències sexuals a les universitats: quan el que no es denuncia no existeix", que demostra que les violències sexuals tenen lloc a les universitats, com en qualsevol altre entorn de la nostra societat.
Un dels detonants a l'àmbit de les universitats catalanes va ser el cas del catedràtic de sociologia Jesús de Miguel, que el 2011 va ser denunciat per diverses estudiants però que no va poder ser sancionat per la prescripció dels fets denunciats.
Posteriorment hi ha hagut diversos casos de denúncia per part d'estudiants, docents i investigadores. Els casos i les denúncies han estat constants en els darrers anys. Casos com el professor de la Universitat Blanquerna, que va ser apartat de les seves tasques per les diferents denúncies presentades per diverses alumnes. També el cas de la professora de la UdG Eva Bussalleu, que ha denunciat assetjament laboral i masclista de dos companys del centre i que va obtenir una sentència reconeixent aquesta situació, la sentència va obligar a la UdG a restituir la situació fins i tot abans de la formació del tribunal que havia d'escollir el guanyador de la plaça. Això implica que s'haurà de repetir el concurs des de zero.
Tot i això les denúncies en l'àmbit de les universitats catalanes han estat constats, amb diversos professors i investigadors sancionats per aquests fets.
Aquesta situació, a l'àmbit universitari, ha provocat l'aprovació de diversos protocols per part de les universitats catalanes i l'elaboració, per part del Govern de la Generalitat, d'un nou protocol-guia contra l'assetjament sexual a les universitats impulsat, conjuntament, pels Departaments de Recerca i Universitats i d’Igualtat i Feminismes. Els mateixos Departaments de la Generalitat també han impulsat la creació d'un cens únic per recollir les denúncies per assetjament sexual a les universitats.
L'estiu de 2023 s'ha conegut el cas d'un prestigiós documentalista, Tomàs Baiget, que el 2008 va crear una web que mostrava fotografies de culs, suposadament de bibliotecàries, en alguns casos fetes sense el seu consentiment, arran d'aquesta notícia el Col·legi de Bibliotecaris-Documentalistes va posicionar-se contra aquest fet i estudia accions legals.
Fora de l'àmbit universitari també han hagut diversos casos de denúncies sobre assetjament a estudiants, com ara el cas de l'Institut del Teatre on es van produir denúncies sobre casos de maltractament psicològic, discriminació i intimidació, aquestes denúncies van comportar l'acomiadament de professorat. En aquest cas la Fiscalia va identificar actituds i comportaments impropis respecte a l'alumnat però no va poder actuar per prescripció dels fets i va arxivar-ne les causes.

### Casos i denúncies per assetjament sexual a l'àmbit esportiu
[pendent d'actualitzar]